# Tárnok
Tárnok ist eine ungarische Großgemeinde im Kreis Érd im Komitat Pest.

## Geografische Lage
Tárnok liegt zu beiden Seiten des kleinen Flusses Benta-patak, unmittelbar westlich der Kreisstadt Érd. Die benachbarte Stadt Martonvásár befindet sich acht Kilometer südwestlich.

## Geschichte
Der Ort wurde bereits im 13. Jahrhundert schriftlich erwähnt.

## Gemeindepartnerschaften
- Mădăraș (Harghita), Rumänien
- Trnávka (Dunajská Streda), Slowakei

## Söhne und Töchter der Gemeinde
- Max Winter (1870–1937), Journalist, Schriftsteller und Politiker
- Jenő Radetzky (1909–1991), Biologe

## Sehenswürdigkeiten
- Alter Friedhof (Öreg temető)
- Denkmal des 15. März (Március 15-ei emlékmű)
- Denkmal des Heiligen Georg (Szent György emlékmű)
- Rákóczi-Büste, erschaffen 1982 von Béla Domonkos
- Römisch-katholische Kirche Rózsafüzér királynéja, erbaut 1731–1737 (Barock)
- Römisch-katholische Kirche Jó Pásztor im Ortsteil Tárnokliget
- Standbild des Heiligen Johannes Nepomuk (Nepomuki Szent János szobor), erschaffen 1760

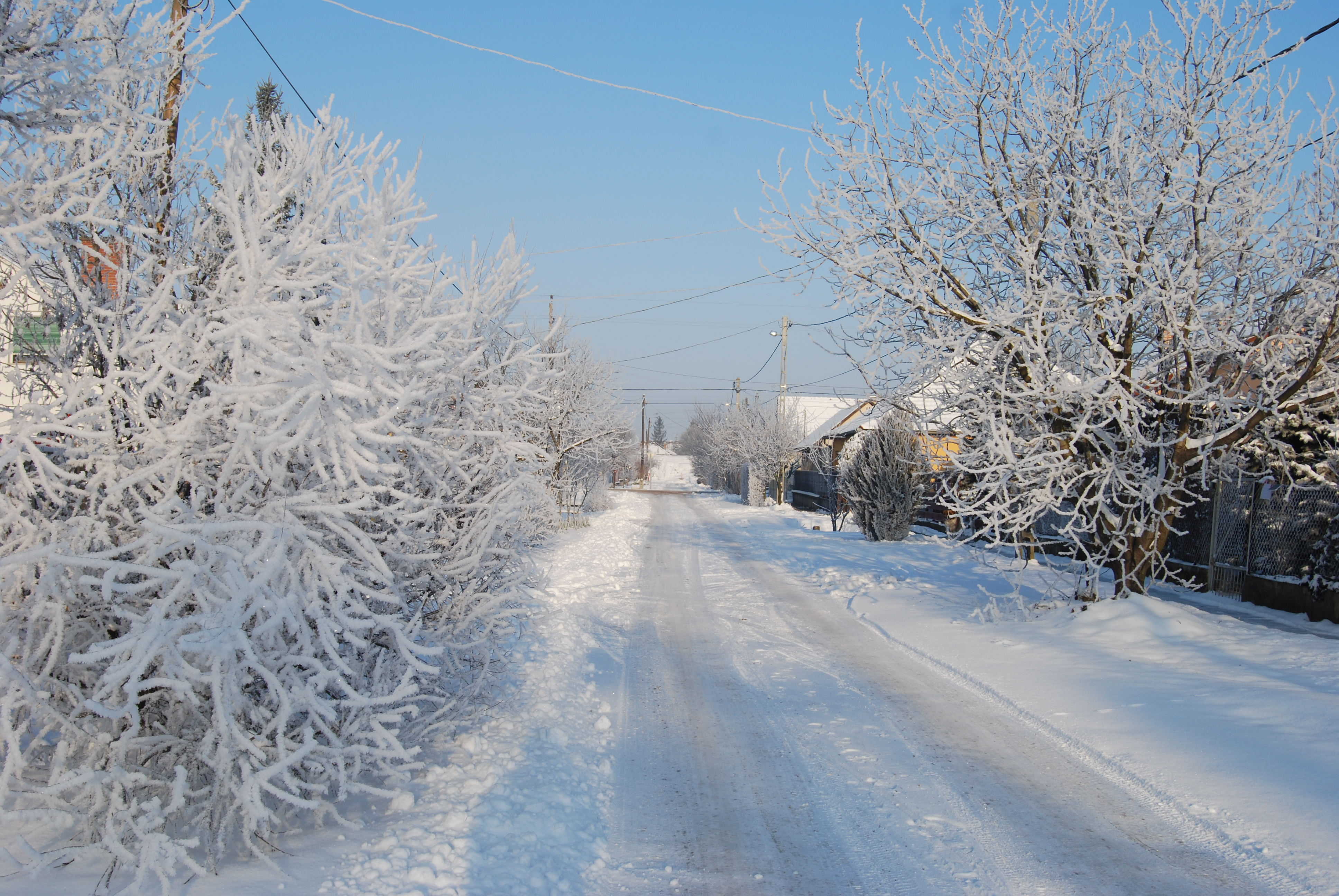
Tárnok im Winter
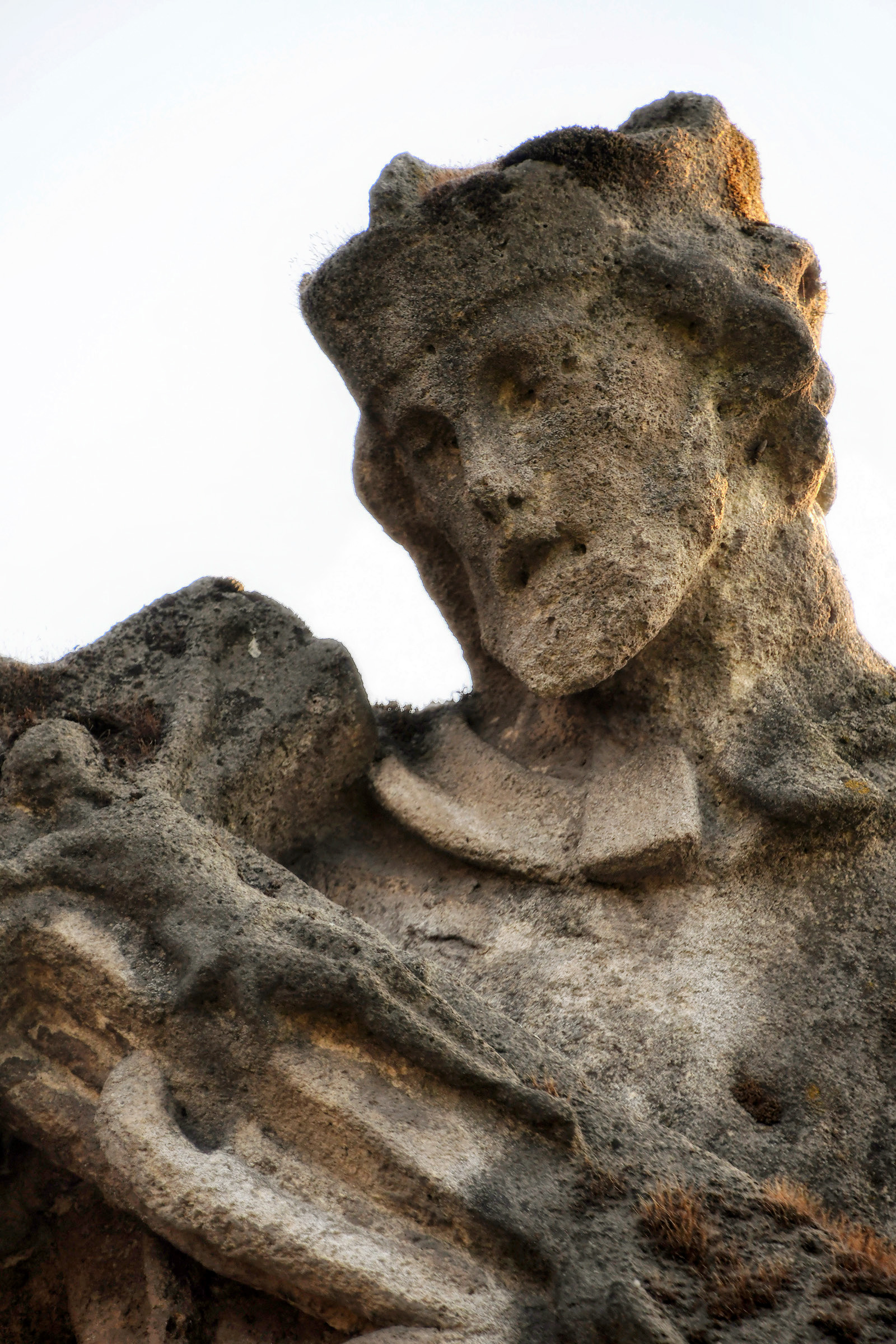
Standbild des Heiligen Johannes Nepomuk
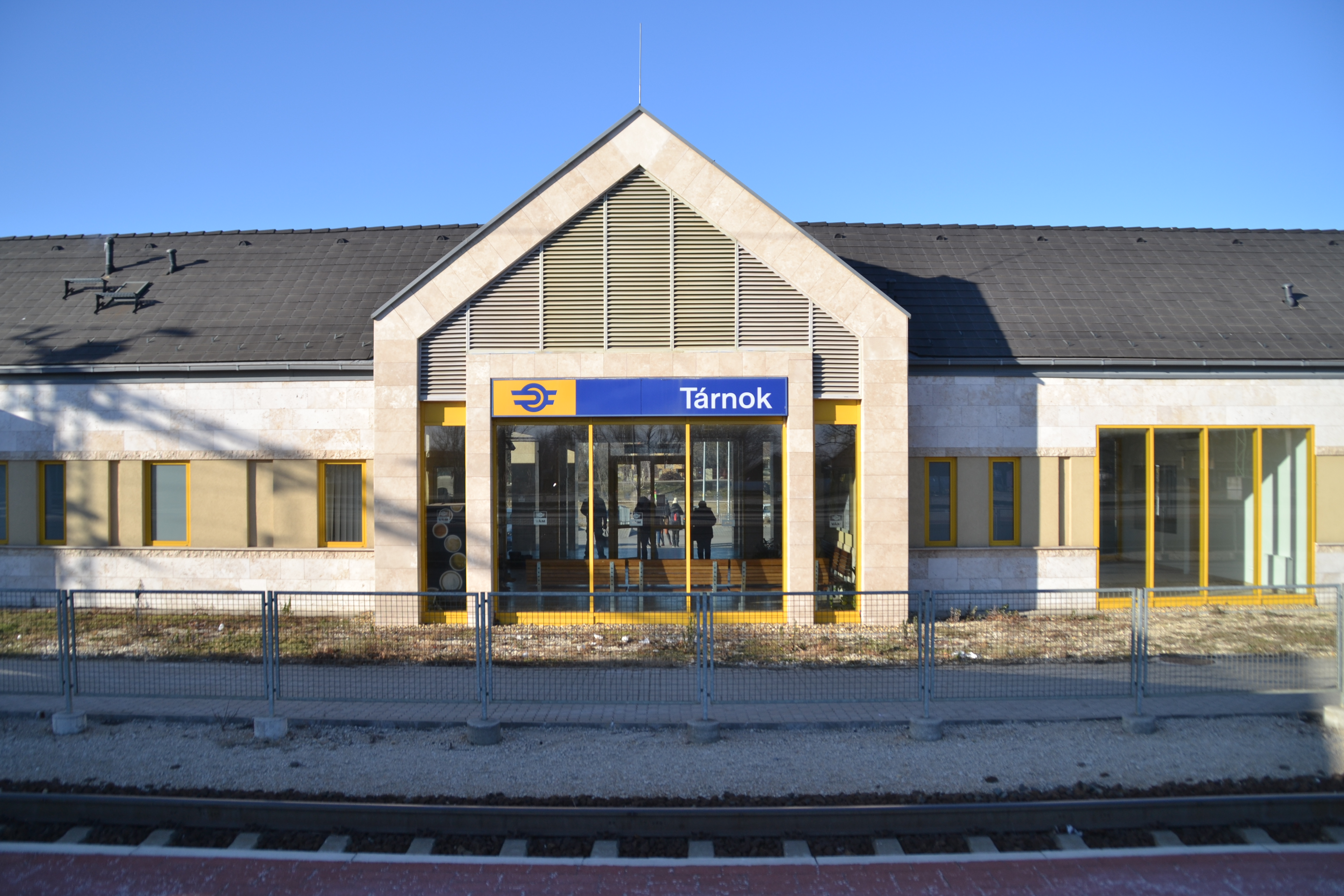
Bahnhofsgebäude in Tárnok

## Verkehr
Am südlichen Rand von Tárnok verläuft die Hauptstraße Nr. 7, nördlich die Autobahn M7. Es bestehen Busverbindungen nach Érd. Außerdem ist die Großgemeinde angebunden an die Bahnstrecke Budapest–Székesfehérvár.